# Nowa Wieś Niemczańska
Nowa Wieś Niemczańska (alemán: Neudorf bei Dirsdorf) es una localidad del distrito de Dzierżoniów, en el voivodato de Baja Silesia (Polonia). Se encuentra en el suroeste del país, dentro del término municipal de Niemcza, a unos 3 km al suroeste de la localidad homónima y sede del gobierno municipal, a unos 20 al este de Dzierżoniów, la capital del distrito, y a unos 51 al sur de Breslavia, la capital del voivodato. Nowa Wieś Niemczańska perteneció a Alemania hasta 1945, año en el que pasó a formar parte del voivodato polaco de Breslavia. Entre 1975 y 1998 perteneció al voivodato de Wałbrzych.
- Datos: Q11793508